# Luis Chiapparro
Luis Alfonso Chiapparro Moreno (* 19. November 1966) ist ein uruguayischer Segler.

## Leben
Der je nach Quellenlage 1,67 Meter oder 1,80 Meter große Chato genannte Chiapparro, der im Alter von acht Jahren mit dem Segeln begann, wurde 1984 an der Seite Horacio Carabellis Junioren-Weltmeister in der Snipe-Klasse, mit dem er auch an der Weltmeisterschaft 1987 in La Rochelle teilnahm und 1990 die Südamerikameisterschaft gewann. Nachdem Chiapparro bereits sein Heimatland an den Panamerikanischen Spielen 1987 vertrat, stand er auch im Aufgebot der uruguayischen Mannschaft für die Olympischen Sommerspiele 1988 und 1992 in Seoul und Barcelona. Er startete dort jeweils in der Soling-Klasse. 1988 im Boot mit Héber Ansorena und Horacio Carabelli belegte er dabei ebenso wie vier Jahre später gemeinsam mit Ricardo Fabini Belhot und Nicolás Parodi im Wettbewerb den 16. Rang. Im Jahr 2007 gewann er in Granaway Deep die nationalen J/24-Meisterschaften von Bermuda (Bermuda J/24 National Championship). Chiapparro wirkte er auch als Trainer des Olympiateilnehmers Alejandro Foglia. Als Segellehrer arbeitet der verheiratete Chiapparro bereits seit 1989.